# Akiko Baba
Akiko Baba (馬場 あき子, Baba Akiko), née le 28 janvier 1928 à Tokyo, est une écrivaine et théoricienne de la littérature japonaise.
Baba étudie la littérature japonaise classique. Elle publie des études sur le théâtre japonais nō médiéval et la poésie tanka, sur le rôle des femmes dans l'histoire de la littérature japonaise et sur la figure du diable dans la littérature japonaise.
Elle a également écrit elle-même des pièces modernes de théâtre nō qui ont été représentées entre autres au Théâtre National à Tokyo, et a émergé comme écrivaine de tanka. Une sélection de ses poèmes de 1955 à 1998 en traduction anglaise a paru en 1999 sous le titre Heavenly Maiden Tanka.

## Source
- TankaNetz: BABA Akiko: Heavenly Maiden Tanka
- J. Thomas Rimer : The Columbia Anthology of Modern Japanese Literature, Columbia University Press, 2011,  (ISBN 9780231157230), S. 686

## Source de la traduction
- (de) Cet article est partiellement ou en totalité issu de l’article de Wikipédia en allemand intitulé « Akiko Baba » (voir la liste des auteurs).